# Jøden
Michael Mühlebach Christiansen alias Jøden (født 7. august 1974 i Skanderborg) er en dansk rapper, der er kendt for sin tykke østjyske dialekt. Han udgav sit debutalbum Monkeyjuice (produceret af DJ Static) i foråret 2007 og hittede med singlen Hamrer Løs, gæstet af Peter Sommer.
I 2020 udkom soloen Jahudi som bl.a. opnåede 1. pladsen på den danske vinylhitliste
Michael Mühlebach Christiansen er opvokset i Skanderborg men har de seneste år været bosat i på Amager efter et årti i Århus. Han fik tildelt kælenavnet Jøden da han var lille. Dengang vidste han hverken hvad Israel, intifada eller Palæstina-konflikten var. Han var en meget mager knægt, der havde den slags plysfrisure, som tyskerne gav jøderne under Anden Verdenskrig.
Mühlebach Christiansen er med i rapcrewet Pimp-A-Lot, bl.a. sammen med den dansk-palæstinensiske rapper Mohamed Marwan og har været med i MC's Fight Night op til flere gange, senest dog som vært i 2006, 2007 og 2008.
I 2010 deltog han i TV 2 Zulus program, Zulu Kvæg-ræs og han var medvært på på liveshowet, UPS! Det er live.
I 2011 udgav han singlen "Gamle Dreng" sammen med Jonny Hefty. Året efter medvirkede han i endnu et TV 2 Zulu-program Tåber på eventyr, sammen med sin tidligere medvært i UPS! Det er live, Karsten Green.
Jøden udgav i samarbejde med Jonny Hefty i september 2013 albummet Den Fede..

## Diskografi

### som Jonny Hefty & Jøden

#### Singler
- "Gamle Dreng" (2011)
- "Vi Går Aldrig Hjem" (2012)
- "Tung Som En Sten" (2013)
- "Kom Igen" (2013)

#### Albums
- Monkeyjuice (23. april 2007)
- Den Fede' (30. september 2013)
- Jahudi (2. oktober 2020)